# Juan Carlos Bravo Salazar
Juan Carlos Bravo Salazar (El Pilar, 3 de enero de 1965) es un sacerdote y obispo católico venezolano que actualmente se desempeña como 1° Obispo de Petare.

## Biografía

### Primeros años y formación
Juan Carlos nació el 3 de enero de 1965, en El Pilar, del Estado Sucre, Venezuela. 
Realizó sus estudios primarios en su pueblo natal, sintiendo la llamada de Dios ingresó al Seminario de la Hermandad de Sacerdotes Operarios Diocesanos. Los estudios de Teología la realizó en el Seminario San Tomás de la Arquidiócesis de Saint Paul y Minneapolis (Estados Unidos), donde consiguió la licenciatura en la misma. 
Realizó un curso de especialización en el Instituto Bíblico de Jerusalén.

### Sacerdocio
Recibió la ordenación sacerdotal el 28 de noviembre de 1992.  
Como sacerdote desempeñó los siguientes ministerios:   
- Vicario diocesano para la pastoral.
- Administrador diocesano de Ciudad Guayana.
- Párroco de Nuestra Señora del Valle en Puerto Ordaz.
- Párroco Inmaculada Concepción en San Félix.
- Párroco Nuestra Señora del Rosario en Guasipati.

## Episcopado

### Obispo de Acarigua-Araure
El 10 de agosto de 2015, el papa Francisco lo nombró obispo de Acarigua-Araure.
Fue consagrado el 11 de julio del mismo año, a manos del entonces Arzobispo de Maracaibo, Ubaldo Ramón Santana. Sus co-consagrantes fueron el entonces Obispo de Ciudad Guayana, Mariano Parra Sandoval y el entonces  Obispo Auxiliar de Maracaibo, Ángel Francisco Caraballo Fermín.
El 31 de octubre de 2015 en Acarigua tomó posesión de la Diócesis De Acarigua- Araure.

### Obispo de Petare
El 16 de noviembre de 2021, fue erigida la Diócesis de Petare, de la que fue nombrado su primer obispo al mismo tiempo.
Tomó posesión canónica el 10 de enero de 2022.